# Jobinia mazzuchii
Jobinia mazzuchii är en oleanderväxtart som först beskrevs av Carlos Luis Spegazzini, och fick sitt nu gällande namn av Liede och Meve. Jobinia mazzuchii ingår i släktet Jobinia och familjen oleanderväxter. Inga underarter finns listade i Catalogue of Life.